# Pantydraco
Pantydraco là một chi khủng long, được Galton Yates & Kermack mô tả khoa học năm 2007.